# 約氏大魣蜥魚
約氏大魣蜥魚（学名：Macroparalepis johnfitchi）為輻鰭魚綱仙女魚目帆蜥魚亞目魣蜥魚科的一種，分布於東太平洋美國海域，為深海魚類，體長可達29.9公分，棲息在中層水域，生活習性不明。